# Heroína
Heroína je mali otok na Antarktici, koji označava sjeveroistočni kraj Otočja Danger, istočno-jugoistočno od otoka Joinville. Ime mu je dala argentinska antarktička ekspedicija 1948.-49., po ekspedicijskom brodu Heroína, a ime je odobrio Savjetodavni odbor za antarktička imena 1993.

## Geologija
Otok Heroina sastoji se od mezozojskog granodiorita, povezanog s velikom Mezozojskom Andskom subdukcijskom zonom koja se odavde protezala do Srednje Amerike.